# اشتوکنبوی
اشتوکنبوی (به آلمانی: Stockenboi) یک منطقهٔ مسکونی در اتریش است که در ناحیه فیلاخ-لاند واقع شده‌است. اشتوکنبوی ۱٬۷۴۳ نفر جمعیت دارد.